# Akerendam
Akerendam var ett holländskt fartyg som sjösattes 1724 och förliste under sin jungfruresa den 8 mars 1725 vid klipporna utanför den norska ön Runde. 
Vid tillfället för förlisningen var fartyget lastat med 19 kistor guld- och silvermynt. Endast en liten del av lasten kunde bärgas omgående efter förlisningen. Vraket glömdes sedan bort och de resterande mynten blev kvar på havsbotten i nästan 250 år tills vraket återfanns av dykare 1972. Totalt bärgades omkring 6 600 guldmynt och 50 000 silvermynt från vraket under 1970-talet varvid majoriteten senare kom att säljas på auktion. 
Myntskatten är en av de största som hittats i Europa och kallas allmänt för Rundeskatten.